# Intarzia

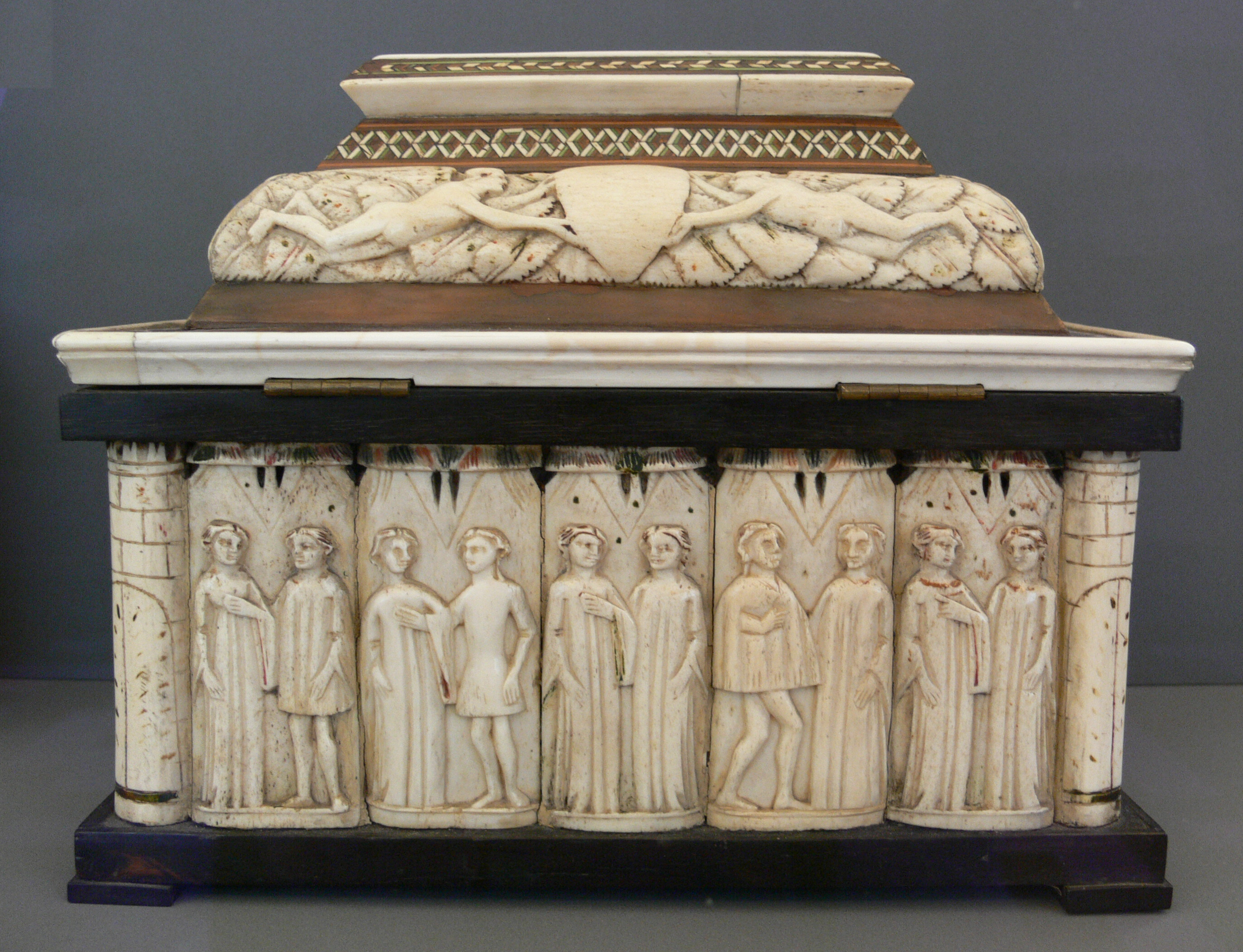
Intarziával díszített ékszeresdoboz, Észak-Itália, 14. század. (Az intarzia a tető peremén körben látható mintázat.)

Az intarzia a művészetek több ágában is használt kifejezés. Legismertebb, legtöbbször használt értelmében a bútorművesség egyik díszítő módja, de van költészeti és textilipari jelentése is. Az intarziát alapvetően eltérő technikája miatt meg kell különböztetni a berakástól, amivel gyakran összekeverik. Mivel az előbbinél egy külön réteget képeznek (leggyakrabban kivágott és összeillesztett furnérból), amelyet utólag a bútor vagy más hordozó felületére ragasztanak, addig a berakásnál az egységes hordozó felületen alakítanak (vésnek, forgácsolnak stb.) ki bemélyedéseket, amibe a berakást helyezik.
A XX. század második felében, – a bútorművességtől elszakadva – önálló iparművészeti ágként, intarzia-táblaképek vagy nagyméretű pannók formájában jött divatba. Magyarországon számos jelentős alkotója van.

## Bútorművesség
A bútorművességben a berakás olyan díszítés, amelyhez a díszíteni kívánt, egységes falap felületéből a díszítő mintának megfelelő idomokat vágnak ki, és azokba az eredetitől eltérő színű, rendszerint idegen anyagú betéteket ültetnek be. Az ún. műbútorokat vagy azok egyes részeit többféle falemezből (furnérból) összeállított burkolattal fedik be. Hagyományosan használt betétek:
- fa (más fajtájú),
- fém,
- elefántcsont,
- gyöngyház stb.

Egyes esetekben a beillesztett fát mesterségesen színezik; régebben ilyen célokra előszeretettel használtak gombák hatására elszíneződött fákat. Napjainkban erre különböző vizes és szeszes pácokat használnak, bár egyes intarziakészítők elítélik az ilyen módon színezett furnérok használatát, csak a „természetes” anyagból készítetteket tekintik valódi intarziának.
Különleges fajtája a reliefintarzia, amelynek berakásai kiemelkednek az alapfelületből.
Az elkészült intarziát legáltalánosabban politúrral felületkezelik. Általános vélekedés a bútorművesek között, hogy az intarzia a szakma egyik legnagyobb türelmet érdemlő, leginkább munkaigényes része, és mint ilyen, a legjobb minőségű felületkezelést érdemli. Az intarzia és a politúrozás egyaránt sok kézi munkát igénylő technika, ezért az intarzia egy bútor vagy használati tárgy esetén jelentős árnövelő tényező.

### Története
Már az ókorban ismerték Indiában, Perzsiában és Bizáncban, kedvelték Egyiptomban, Görögország államaiban és Rómában. Hosszú kihagyás után felvirágzott az itáliai reneszánszban (ekkor valószínűleg itáliai mesterek Magyarországon is meghonosították), majd másodjára a francia rokokóban.
Az intarziát napjainkban is sokan készítenek: bútor- és nem funkcionális intarziát egyaránt. A korábban áttörést hozó fűrészelő technológia lassan háttérbe szorul – többek között az ennél technikánál elkerülhetetlen, esztétikailag zavaró vágási rést kiküszöbölő újabb megoldások miatt. Az intarziás bútorok és használati tárgyak ennek ellenére továbbra is drágák, mivel az új technikák is sok élőmunkát igényelnek.
Érdekes, hogy az intarziát napjainkban „hamisítják” is. Mivel a bútorlapok laminátuma nem más, mint egy nyomdai technikával készített vékony papírlap, ezért nemcsak a fa mintázata, de egy intarziakép is könnyen leutánozható. A valódit az ilyen utánzattól némi gyakorlattal meg lehet különböztetni – például abból, hogy egyrészt az intarziánál a furnérdarabok között mindig maradnak minimális illesztési rések, másrészt a laminátum felülete (leggyakrabban a nyitott pórusokat utánzó prégelés eredményeként) az egész képen egyforma, holott az egyes fafélék felületének különbözőnek kellene lennie stb.

### Magyarul
- Szikora János: A mozaik és intarzia munkák technológiája és gyakorlati készítésének leírása : önálló műasztalosok, asztalossegédek és érdeklődők részére; szerzői, Budapest, 1910
- Samoday Lajos: Intarziakészítő szakmai ismeret; Műszaki, Budapest, 1976
- Ulrich Klarmann: Intarzia. Ötletek faliképek készítéséhez; ford. Laska Gyula; Cser, Budapest, 1999
- Jack Metcalfe, John Apps: Intarziakészítés lépésről lépésre; ford. Gyenge László; Cser, Budapest, 2010 (Mestermunka)
- Csornai-Kovács Géza: Az intarziakészítés műhelytitkai; Taramix, Budapest, 2014

## Külső hivatkozások
- Hogyan készül az Intarzia, képről képre
- Scrollsaw Association of the World website Archiválva 2021. december 16-i dátummal a Wayback Machine-ben